# Steppa e foreste decidue del bacino del Tarim
La steppa e foreste decidue del bacino del Tarim è un'ecoregione dell'ecozona paleartica, definita dal WWF (codice ecoregione: PA0417), situata nella parte occidentale della Cina.

## Territorio
Il fiume Tarim è un corso d'acqua lungo 500 km che scorre attraverso il più esteso ed arido deserto della Cina, il Taklamakan. Nella locale lingua uigura, tarim significa «raccoglitore di acque». Tra i vari canali del suo corso, foreste di pioppi rendono stabile il suolo sabbioso e mitigano il clima. Gran parte di questo habitat, tuttavia, è stato convertito all'agricoltura, e i pioppi originari vengono piantati come frangivento lungo i margini dei campi.

## Flora
Questa regione è abbastanza distante dall'oceano da essere completamente tagliata fuori dall'influsso del monsone asiatico, e i bastioni montuosi che la cingono a nord fanno sì che sulla zona non si abbattano le tempeste provenienti da settentrione: di conseguenza, il bacino del Tarim è la regione della Cina che riceve il minor apporto di precipitazioni. Tuttavia, l'entità delle precipitazioni, specialmente sotto forma di neve, aumenta considerevolmente sulle pendici dei monti. Le acque che derivano dallo scioglimento di queste nevi alimentano oasi che in passato consentivano lo sviluppo di foreste decidue, e al giorno d'oggi forniscono un'importante risorsa idrica per l'irrigazione e gli insediamenti umani. Attualmente le foreste decidue si trovano solamente in poche aree ripariali.

## Fauna
Il fiume Tarim e le sue sponde danno sostentamento ad una gran varietà di forme di vita che differiscono notevolmente da quelle del deserto circostante. Le foreste di Populus laurifolia sono ampiamente diffuse lungo i fiumi. Questo albero abbondante resiste benissimo alla siccità, ai venti impetuosi, ai suoli poveri di nutrienti e alle temperature estreme. La ghiandaia terragnola dello Xinjiang (Podoces biddulphi) è uno degli uccelli che si possono trovare nelle aree dove pioppi e tamerici crescono sulle dune stabili. Il succiacapre di Vaurie (Caprimulgus centralasicus), invece, non viene più avvistato in questa ecoregione dal 1929. Nelle zone del fiume non intaccate dall'interferenza umana possono essere avvistate alcune specie di anseriformi. L'ambiente umido della riserva naturale degli Altun Shan fornisce una ricca vegetazione essenziale per la sopravvivenza di molte specie native quali la gazzella del Tibet (Procapra picticaudata), il chiru (Pantholops hodgsonii), il kiang (Equus kiang), lo yak selvatico (Bos mutus), il lupo (Canis lupus), l'orso bruno (Ursus arctos), il leopardo delle nevi (Panthera uncia), il pika (Ochotona spp.), il cammello della Battriana (Camelus ferus) e la marmotta dell'Himalaya (Marmota himalayana).

## Conservazione

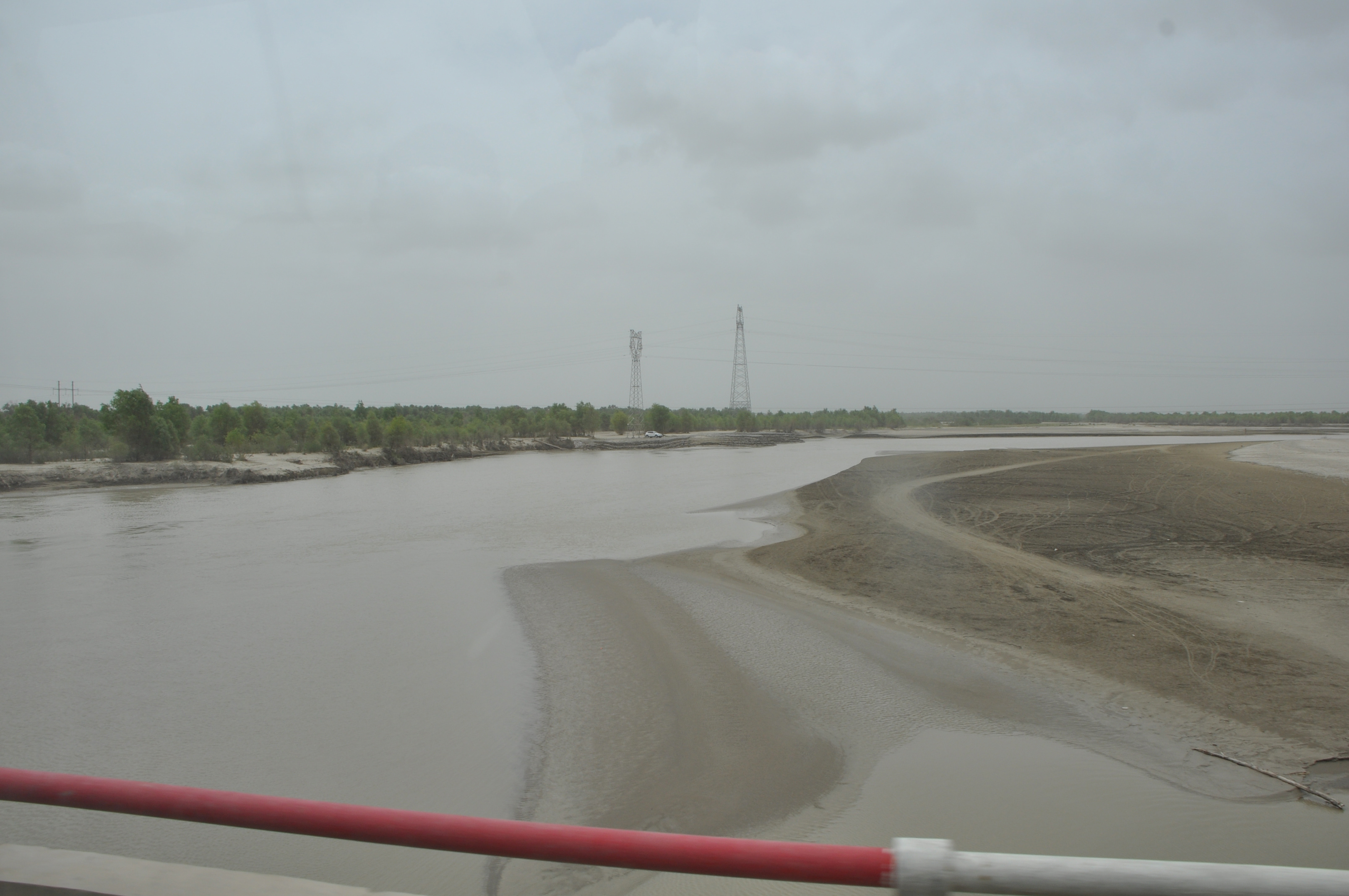
Una delle autostrade che attraversa lo Xinjiang corre proprio sul fiume Tarim

Gran parte delle foreste lungo il fiume Tarim sono state abbattute per fare spazio all'agricoltura, mentre una grande quantità di acqua del fiume è stata sfruttata per l'irrigazione, tanto da provocare la completa evaporazione di alcuni laghi del bacino del Tarim. Questa tendenza è destinata ad aumentare con il continuo reinsediamento nell'area di abitanti provenienti dalle affollate regioni della Cina orientale. La crescita della popolazione umana lungo il fiume potrebbe amplificare queste e altre minacce nei prossimi anni. Anche lo sfruttamento delle vaste riserve di petrolio presenti nel bacino potrebbe avere un impatto ambientale fortemente negativo sulla regione.